# I Am Not a Robot
"I Am Not a Robot" é uma canção da artista musical galesa Marina and the Diamonds contida em seu álbum de estreia The Family Jewels (2010). A faixa foi composta por Diamandis e produzida por Liam Howe. Foi lançada como terceiro single do disco em 23 de abril de 2010.

## Antecedentes e produção
Em uma entrevista com Wales on-line, Diamandis declarou: "["I Am Not a Robot"] estava cantando para mim mesma. É eu dizendo, pare de ser tão ridícula, você não pode deixar de ter um medo de falhar retê-lo e você está apenas uma pessoa. ele está conectado com um monte de gente. Eu sabia que isso ia acontecer quando eu estava escrevendo isso. Eu tive uma sensação engraçada". Diamandis disse que ela decidiu lançar a música, como um single porque "as pessoas parecem sentir empatia e se relacionam com a música, independentemente do sexo ou idade".

## Faixas e formatos
| Download digital |                    |         |  |
| N.º              | Título             | Duração |  |
| 1.               | "I Am Not a Robot" | 3:35    |  |

| Extended play (EP) digital do Reino Unido |                                        |         |  |
| N.º                                       | Título                                 | Duração |  |
| 1.                                        | "I Am Not a Robot"                     | 3:35    |  |
| 2.                                        | "I Am Not a Robot" (Passion Pit Remix) | 4:47    |  |
| 3.                                        | "I Am Not a Robot" (Clock Opera Remix) | 4:35    |  |
| 4.                                        | "I Am Not a Robot" (Doorly Remix)      | 5:18    |  |
| 5.                                        | "I Am Not a Robot" (acústico)          | 3:48    |  |

## Desempenho nas tabelas musicais

### Posições
| Tabela musical (2010)            | Melhor posição |
| -------------------------------- | -------------- |
| Bélgica - Ultratop 50 (Flandres) | 21             |
| Bélgica - Ultratop 40 (Valônia)  | 8              |
| Noruega - VG-lista               | 6              |
| Reino Unido - UK Singles Chart   | 26             |
| Suécia - Sverigetopplistan       | 11             |